# Fiscalité des entreprises et professionnels
En règle générale, la fiscalité des entreprises et professionnels est basée sur deux impôts, l'impôt sur les sociétés et un impôt sur l'activité (généralement, la patente).
Dans le système fiscal français, la patente a été remplacée par la taxe professionnelle en 1975, elle-même remplacée en 2010 par la Contribution économique territoriale. 
Toutefois des taxes spécifiques à certaines activités, opérations ou tailles d'entreprises s'y ajoutent, ainsi que diverses cotisations sociales (maladie, vieillesse, allocations familiales, chômage, aide au logement, contribution solidarité autonomie, accidents du travail) en tant qu'employeurs.
La taxe sur la valeur ajoutée n'est pas à proprement parler une taxe sur les entreprises, elle est à la charge des consommateurs, l'entreprise est chargée de la leur prélever en sus du prix hors taxe et de la reverser au fisc. Pour certaines activités (comme la gestion de fonds commun de placement), la TVA est optionnelle, mais l'entreprise qui n'adopte pas le régime de la TVA est alors soumise à une taxe sur les salaires.

## Comparaisons internationales
L'enquête annuelle réalisée par la Banque mondiale et le cabinet PWC révèle qu'en 2013 la France se trouve en tête du classement européen, avec un niveau global de prélèvements fiscaux et sociaux de 66,6 %, contre 41 % en moyenne en Europe (Italie : 65,4 %, Espagne : 58,2 %, Allemagne : 48,8 %, Royaume-Uni : 33,7 %, Suisse : 29 %) et 40,9 % dans le monde. Au sein du G20, seuls le Brésil et l'Argentine affichent des taux plus élevés. Le taux de prélèvement moyen sur les entreprises dans le monde a reculé de près de 10 points en dix ans, et cette diminution s'est accélérée entre 2008 et 2010. Pendant la crise, les États ont généralement choisi de réduire les taux d'imposition sur les entreprises tout en élargissant l'assiette taxable, et d'augmenter la TVA en parallèle pour garantir leurs ressources.

## Taux d'imposition minimal des entreprises au niveau mondial
Des réflexions sont en cours en 2021 dans les pays de l’Organisation de coopération et de développement économiques (OCDE) pour mettre fin à la concurrence fiscale entre les pays. Elle viserait à fixer un taux d'imposition minimum pour éviter la concurrence fiscale. Les États-Unis ont proposé à leurs partenaires de l'OCDE de fixer à 15 % « au moins » le taux d’imposition sur les bénéfices des multinationales.